# Fathi Arafat
Fathi Arafat (àrab: فتحي عرفات, Fatḥī ʿArafāt) (el Caire, 11 de gener de 1933 - el Caire, 1 de desembre de 2004) fou un metge i polític palestí, militant de Fatah i president-fundador entre 1968 i 2001 de la Mitja Lluna Roja de Palestina. Estudià Medicina a la Universitat del Caire entre 1950 i 1957, per a després exercir com a pediatre al Caire, Kuwait i Jordània. Fou el germà menor del president palestí Iàssir Arafat.
L'any 1967 esdevingué membre del Consell Nacional Palestí i, un any més tard, també fou nomenat president de la Unió General de Metges i Farmacèutics de Palestina. Des de 1982 serví com a màxim representant de Palestina a l'Organització Mundial de la Salut (OMS) de Ginebra. Des de 1992 fou president de l'Acadèmia Palestina de Ciència i Tecnologia (anteriorment Acadèmia Palestina de Recerca Científica) i president del Consell Superior de Salut Palestí.
Morí l'1 de desembre de 2004 a la seva ciutat natal, per causa d'un càncer d'estómac, menys d'un mes després de la mort del seu germà Iàssir Arafat. El 3 de desembre se celebrà el seu funeral a la Mesquita de les Forces Armades, situada al Caire, i fou enterrat al cementiri familiar de la ciutat, deixant en vida a la seva esposa Nadia i dos fills.